# پلی‌استر (فیلم)
پلی‌استر (انگلیسی: Polyester) فیلمی در ژانر کمدی-درام به کارگردانی جان واترز است که در سال ۱۹۸۱ منتشر شد. از بازیگران آن می‌توان به دیواین، تب هانتر، و ادیت مسی اشاره کرد.